# Villa Vauban
Die Villa Vauban ist eine 1873 erbaute klassizistische Villa im Luxemburger Stadtpark. Nach einer fünfjährigen Umbauphase eröffnete die Villa am 1. Mai 2010 wieder als Kunstmuseum der Stadt Luxemburg.

## Geschichte

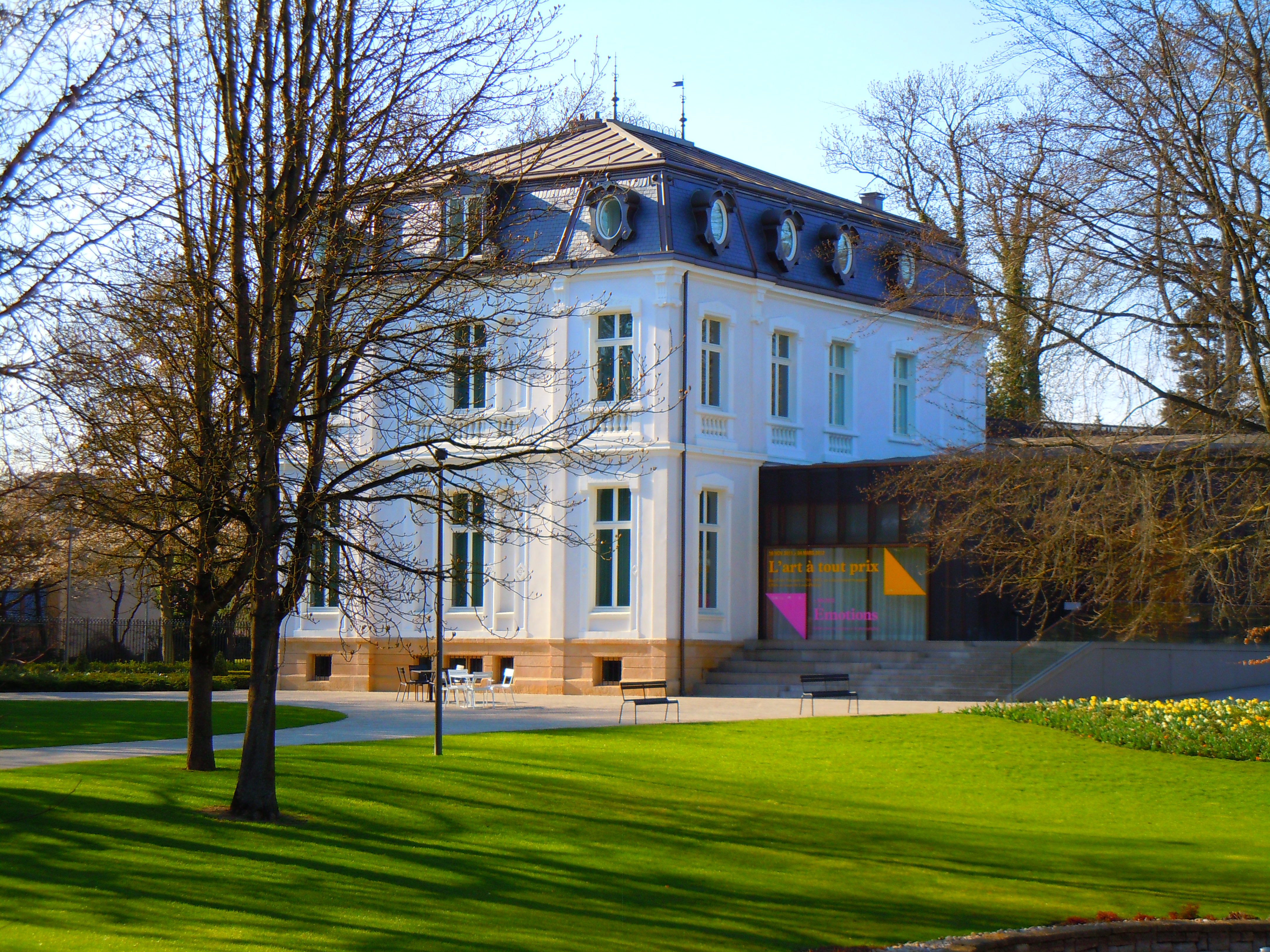
Villa Vauban von Südosten (2012)

Die Villa ist nach dem Franzosen Sébastien Le Prestre de Vauban (1633–1707) benannt, Baumeister einer Festung aus dem 17. Jahrhundert, die ursprünglich an der Stelle der Villa stand.
Mit der Londoner Konferenz von 1867 wurde der Luxemburger Festungsring geschleift, an deren Stelle der heutige innerstädtische Grüngürtel nach Plänen des französischen Landschaftsplaner Édouard François André entstand. 1868 erwarb der aus Lothringen stammende Handschuhfabrikant Gabriel Mayer (1818–1905) das Grundstück im Bereich der ehemaligen Festung Vauban. 1873 ließ Mayer die Villa nach Plänen des luxemburgischen Architekten Jean-François Eydt im Stil des Klassizismus errichten, aber bereits 1874 verkaufte Mayer das Anwesen an den lothringischen Industriellen Théodore de Gargan.
Die Stadt Luxemburg erwarb das Anwesen 1949 und baute es zwischen 1950 und 1952 für eine geplante Nutzung als städtische Kunstsammlung um. Zwischen 1952 und 1959 bezog vorübergehend der Gerichtshof der Europäischen Gemeinschaft für Kohle und Stahl (EGKS) die Räumlichkeiten der Villa, bevor sie bis in die 1990er Jahre als Ausstellung für eine städtische Kunstsammlung dienten. 1992 bis 1995 wurde die Villa Vauban vorübergehend eine Residenz des Großherzogs. 1995 erfolgte die Wiedereröffnung der Villa Vauban als städtisches Kunstmuseum; 2004 bis 2010 Umbau und Erweiterung auf 2.000 m² Ausstellungsfläche durch die Architekten Diane Heirend und Philippe Schmit.

## Sammlungen
Die Sammlungen der Villa Vauban umfassen Werke niederländischer Maler des 17. Jahrhunderts (Goldenen Zeitalter), von denen vor allem die von Cornelis Bega, Gerrit Dou, Jan Steen und David Teniers dem Jüngeren zu erwähnen sind; französische Landschaftsmaler des 19. Jahrhunderts, unter anderem von Eugène Delacroix, Jean-Louis-Ernest Meissonier und Jules Dupré, sowie Gemälde, Skulpturen und Radierungen anderer europäischer Künstler des 17. bis 19. Jahrhunderts. Die Ausstellungsstücke stammen zum größten Teil aus Schenkungen dreier ehemals privater Luxemburger Sammlungen.